# 湖畔亭事件
湖畔亭事件是江戶川亂步所著的推理小說，於1926年1月30日至5月2日間在每日星期日 週刊(サンデー毎日)上連載，共連載七回合約八萬五千字。

## 故事簡介
故事主角因病到了湖畔亭休養，主角在湖畔亭期間百無聊賴，於是將兒時的玩兒折射鏡裝到浴室內偷窺女士入浴。一晚，主角在鏡中見到一名女士被人用刀刺殺，主角不知是好，隔了十分鐘後走到浴室視察，卻意外發覺沒有兇手，也沒有屍體。翌日，主角將事件告知湖畔亭的另一位住客，兩人報警處理，不過警方一直未能查出兇手，而懷疑的女死者屍首亦未能尋回。主角二人自行查案，兩人認為真正的兇手是在浴室燒柴的下人，只可惜追捕時下人已經墮橋身亡。兩人事後一同離開湖畔亭，另一人最終告訴主角，根本沒有什麼兇手案，他只是為了令該女子在世間消失以不用賣身而假造兇手案，不過卻害死了燒柴的下人。